# Keresztelő Szent János-templom (Pestújhely)
A Keresztelő Szent János-templom egy római katolikus plébániatemplom Budapest XV. kerületében, Pestújhelyen.

## Története
Pestújhely területe egészen 1896-ig beépítetlen volt, utoljára katonai lőtérnek használták. 1897-ben kezdték el felparcellázni Bezsilla Nándor kezdeményezésére, kezdetben Széchenyi-telep néven. Az így született terület 1909-ben már Pestújhely néven önálló községgé alakulhatott.
Az önálló településnek ekkor még nem volt saját katolikus temploma, lelkészsége is csak 1911-ben alakult meg a katolikus polgári leányiskolával együtt. Ezt 1920-ban követte a katolikus, négy évfolyamos felsőkereskedelmi fiúiskola. A lelkészség 1921-ben plébániai rangra emelkedett, ami még sürgetőbbé tette egy templom felépítését.
Az alapkőletételre 1926-ban került sor, a felszentelés 1927. március 25-én történt, Keresztelő Szent János tiszteletére. Tervezője Kismarty-Lechner Loránd volt, stílusa későromán.
Az épület 1992-ben teljes külső és belső tatarozáson esett át, ekkor többek között elavult fűtésrendszerét modern melegvizes padlófűtéssel váltották fel. A világítást is modernizálták, ekkor kerültek helyükre a templom építészetéhez illő művészi lámpatestek, falikarok és csillárok. Szintén ekkor alakították ki és nyitották meg az oltár alatt a kriptát, ahová urnás temetéseket lehet rendezni.

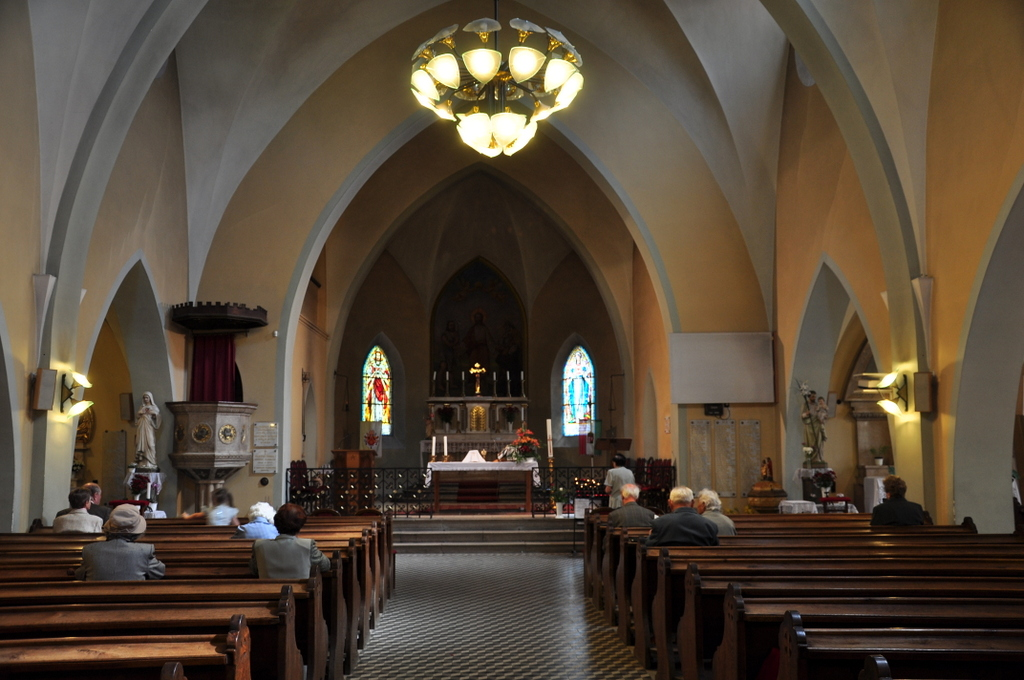
A beltér

1994-ben a templom belső falán, a bejárattól balra díszes emléktáblát avattak fel a Pestújhelyen született és ebben a templomban megkeresztelt néhai miniszterelnök, ifj. Antall József, valamint apja, Id. Antall József és anyai nagyapja, Szűcs István tiszteletére, akik mind politikusok, országgyűlési képviselők (az idősebb Antall miniszter, az ifjabb pedig miniszterelnök, Szűcs pedig helyettes államtitkár) is voltak és egyben pestújhelyi polgárok is. Szűcs István egyúttal Pestújhely három alapítójának egyike volt, mivel gimnáziumi barátaival, Bezsilla Nándorral és Veszelovszky Bélával együtt harcolták ki a település létrejöttét.
A plébánia alagsorában nem sokkal később új hittan- és közösségi termet alakítottak ki.
1993-ban a katolikus adminisztrációban az egyházközségek és az egyházmegyék területrendezései során a templom átkerült a váci egyházmegyétől az Esztergom-Budapesti főegyházmegye fennhatósága alá. 1991-től 1994-ig az újpalotai körzet is e plébániához tartozott, mígnem önállósodtak.